# Tintin et moi (film)
Série
Moi, Tintin
(1976)
Pour plus de détails, voir Fiche technique et Distribution.
Tintin et moi est un documentaire de Anders Østergaard sorti en 2003 portant sur Hergé et son œuvre. Il est construit à partir de Tintin et moi, livre d'entretiens avec Hergé publié par Numa Sadoul en 1975.

## Synopsis
Le film revient sur la carrière d'Hergé, mais surtout sur l'homme qu'il était, en mettant en image de nombreux extraits des bandes son originales des entretiens avec Numa Sadoul. La mise en scène, volontairement sobre, est accompagné de diverses images d'archives et d'entretiens avec des spécialistes et amis d'Hergé. Les divers entretiens avec des critiques suivent tous la même scénographie : ils se déplace dans une salle entièrement pavée de planches, s'arrêtent, les commentent, jusqu'à ce que la caméra aille se placer au-dessus d'eux, révélant les preneurs de sons, chef opérateurs, etc.

## Fiche technique
- Réalisation et scénario : Anders Østergaard, d'après Tintin et moi de Numa Sadoul.
- Intervenants : Hergé (images d'archives), Numa Sadoul, Michael Farr, Harry Thompson, Fanny Rodwell, Gérard Valet et Andy Warhol (images d'archives).
- Image : Simon Plum.
- Son : Joeri Verspecht.
- Musique : Halfdan E et Joachim Holbek.
- Montage : Anders VilladsenMaquet
- Producteurs : Peter Bech, Chantal Bernheim, Mogens Glad, Poul Erik Lindeborg, Paul Pauwels, Gitte Randløv, Nick Rodwell et Ève Vercel.
- Production : Angel production et Moulinsart.
- Année du tournage : 2003
- Durée : 74 min
- Pays :  France,  Belgique,  Danemark,  Suisse,  Suède,  Finlande et  Norvège
- Langue : français et anglais
- Genre : documentaire

## Distinctions

### Récompenses
- Meilleur documentaire au Festival Européen du film documentaire 2004.
- Bodil du meilleur documentaire 2004.

### Nomination
- Nommé pour le meilleur film au Golden Link Award 2004.